# عبدالامیر صبری
عبدالامیر صبری (عربی: عبد الأمير صبري؛ زادهٔ ۱ ژوئیهٔ ۱۹۶۴) بازیکن فوتبال اهل عراق بود.

از باشگاه‌هایی که در آن بازی کرده‌است می‌توان به باشگاه ورزشی المینا اشاره کرد.
وی همچنین در تیم‌های ملی فوتبال زیر ۲۳ سال عراق و عراق بازی کرده‌است.